# Aigues-Vives (Aude)
Pour les articles homonymes, voir Aigues-Vives.
Aigues-Vives  est une commune française, située dans le nord du département de l'Aude en région Occitanie.
Sur le plan historique et culturel, la commune fait partie du Minervois, un pays de basses collines qui s'étend du Cabardès, à l'ouest, au Biterrois à l'est, et de la Montagne Noire, au nord, jusqu'au fleuve Aude au sud. Exposée à un climat méditerranéen, elle est drainée par le Rascas, le ruisseau de Canet, le ruisseau Neuf et par divers autres petits cours d'eau. La commune possède un patrimoine naturel remarquable composé de deux zones naturelles d'intérêt écologique, faunistique et floristique.
Aigues-Vives est une commune rurale qui compte 536 habitants en 2022, après avoir connu une forte hausse de la population depuis 1975. Elle fait partie de l'aire d'attraction de Carcassonne. Ses habitants sont appelés les Aigues-Vivois et ses habitantes les Aigues-Vivoises.
Le patrimoine architectural de la commune comprend un immeuble protégé au titre des monuments historiques : l'église Saint-Alexandre, inscrite en 1948.

## Géographie

### Localisation
Aigues-Vives est située dans le nord-est du département de l'Aude, dans le Minervois, à 14 km de Carcassonne. La commune possède un hexapoint avec Marseillette, Saint-Frichoux, Rieux-Minervois, Puichéric et Blomac, marqué par la borne 53 dans l'ancien étang de Marseillette.

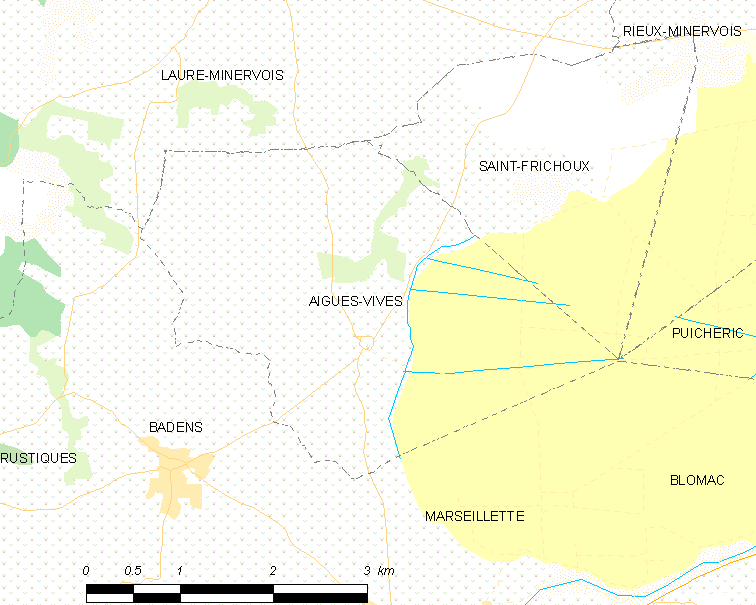
Situation de la commune.

### Communes limitrophes
|        | Rieux-Minervois, Laure-Minervois |                                      |
| Badens | Aigues-Vives                     | Saint-Frichoux                       |
|        | Marseillette                     | Puichéric, Blomac (par un hexapoint) |

La commune possède au sud-est un hexapoint avec Marseillette, Blomac, Puichéric, Rieux-Minervois et Saint-Frichoux, marqué par la borne 53 dans l'ancien étang de Marseillette.

### Géologie et relief
L'altitude de la commune varie entre 55  et   109 mètres.
L’étang de Marseillette, asséché au XIXe siècle, jouxte le village d'Aigues-Vives. Cette dépression d'environ 2 000 hectares, est irriguée par l'Aude. Les terres sont couvertes de cultures : principalement des vignes et vergers de pommiers. La zone de l'étang asséché de Marseillette affleure les maisons d'Aigues-Vives.
Aigues-Vives se situe en zone de sismicité 2 (sismicité faible).

### Voies de communication et transports
- La route D 206 travers la commune du sud-ouest vers le nord-est, en provenance de Badens et en direction de Saint-Frichoux ;
- La route D 57 traverse le milieu de la commune du nord vers le sud en provenance de Laure-Minervois et se termine au croisement avec la D 206.

### Hydrographie
La commune est dans la région hydrographique « Côtiers méditerranéens », au sein du bassin hydrographique Rhône-Méditerranée-Corse. Elle est drainée par le Rascas, le ruisseau de Canet, le ruisseau Neuf, le ruisseau de Mijane, le ruisseau de Mirausse et le ruisseau du Puits, constituant un réseau hydrographique de 8 km de longueur totale,.
Le Rascas, d'une longueur totale de 12,9 km, prend sa source dans la commune de Villeneuve-Minervois et s'écoule vers le sud-est. Il traverse la commune et se jette à Puichéric, après avoir traversé 7 communes.
Le ruisseau de Canet, d'une longueur totale de 10,9 km, prend sa source dans la commune de Félines-Termenès et s'écoule vers le sud-est. Il traverse la commune et se jette dans l'Argent-Double à Azille, après avoir traversé 6 communes.

### Climat
Pour des articles plus généraux, voir Climat de l'Occitanie et Climat de l'Aude.
En 2010, le climat de la commune est de type climat méditerranéen franc, selon une étude s'appuyant sur une série de données couvrant la période 1971-2000. En 2020, Météo-France publie une typologie des climats de la France métropolitaine dans laquelle la commune est dans une zone de transition entre le climat océanique altéré et le climat méditerranéen et est dans la région climatique Provence, Languedoc-Roussillon, caractérisée par une pluviométrie faible en été, un très bon ensoleillement (2 600 h/an), un été chaud (21,5 °C), un air très sec en été, sec en toutes saisons, des vents forts (fréquence de 40 à 50 % de vents > 5 m/s) et peu de brouillards.
Pour la période 1971-2000, la température annuelle moyenne est de 14,5 °C, avec une amplitude thermique annuelle de 16,2 °C. Le cumul annuel moyen de précipitations est de 555 mm, avec 7,2 jours de précipitations en janvier et 3,3 jours en juillet. Pour la période 1991-2020, la température moyenne annuelle observée sur la station météorologique la plus proche, située sur la commune de Caunes-Minervois à 11 km à vol d'oiseau, est de 13,9 °C et le cumul annuel moyen de précipitations est de 768,1 mm,. Pour l'avenir, les paramètres climatiques de la commune estimés pour 2050 selon différents scénarios d'émission de gaz à effet de serre sont consultables sur un site dédié publié par Météo-France en novembre 2022.

### Milieux naturels et biodiversité
L’inventaire des zones naturelles d'intérêt écologique, faunistique et floristique (ZNIEFF) a pour objectif de réaliser une couverture des zones les plus intéressantes sur le plan écologique, essentiellement dans la perspective d’améliorer la connaissance du patrimoine naturel national et de fournir aux différents décideurs un outil d’aide à la prise en compte de l’environnement dans l’aménagement du territoire.
Une ZNIEFF de type 1 est recensée sur la commune :
les « coteaux marneux de Lagardie » (43 ha), couvrant 2 communes du département et une ZNIEFF de type 2, : 
l'« ancien étang de Marseillette » (2 070 ha), couvrant 6 communes du département.

Carte des ZNIEFF de type 1 et 2 à Aigues-Vives.
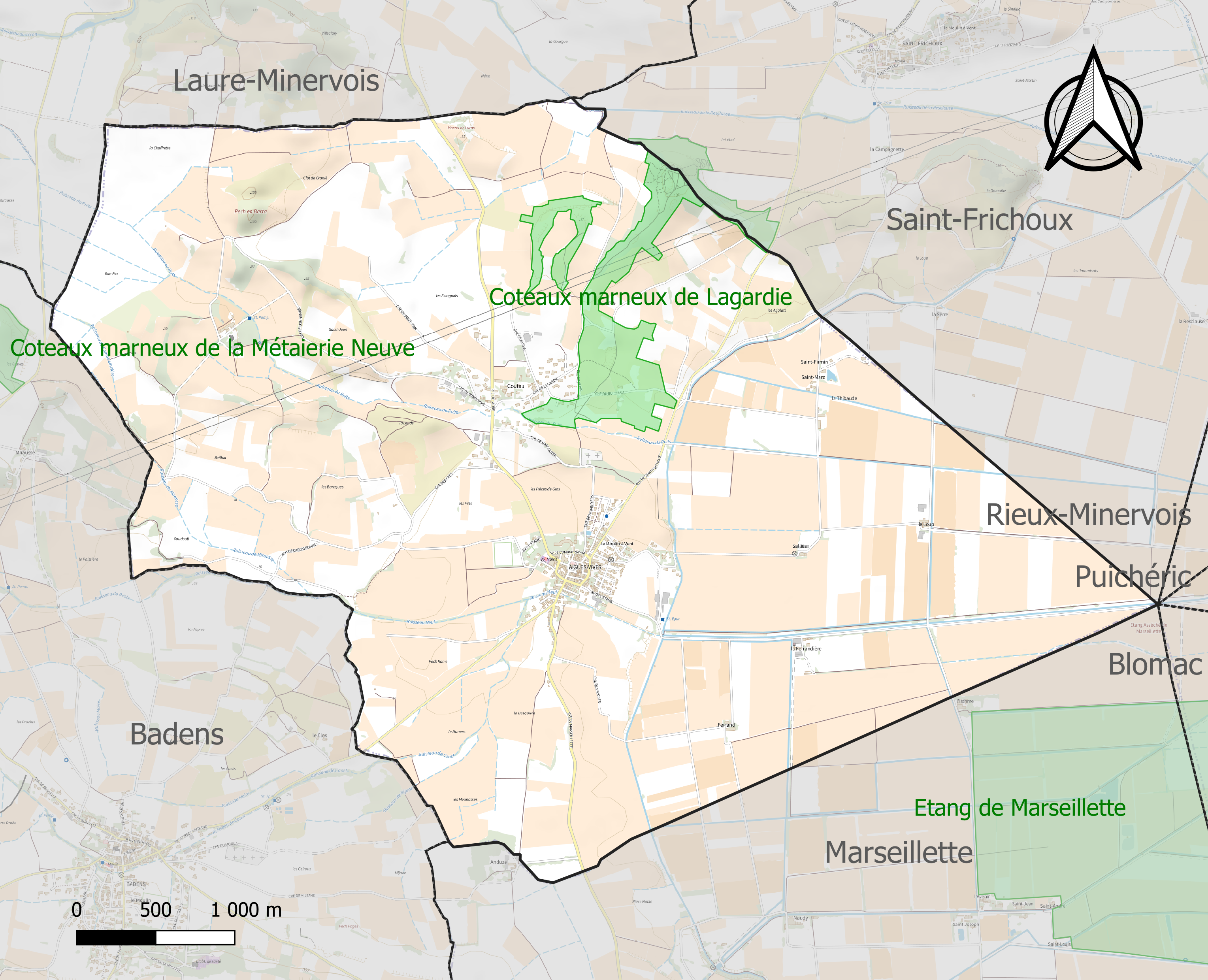
Carte de la ZNIEFF de type 1 sur la commune.
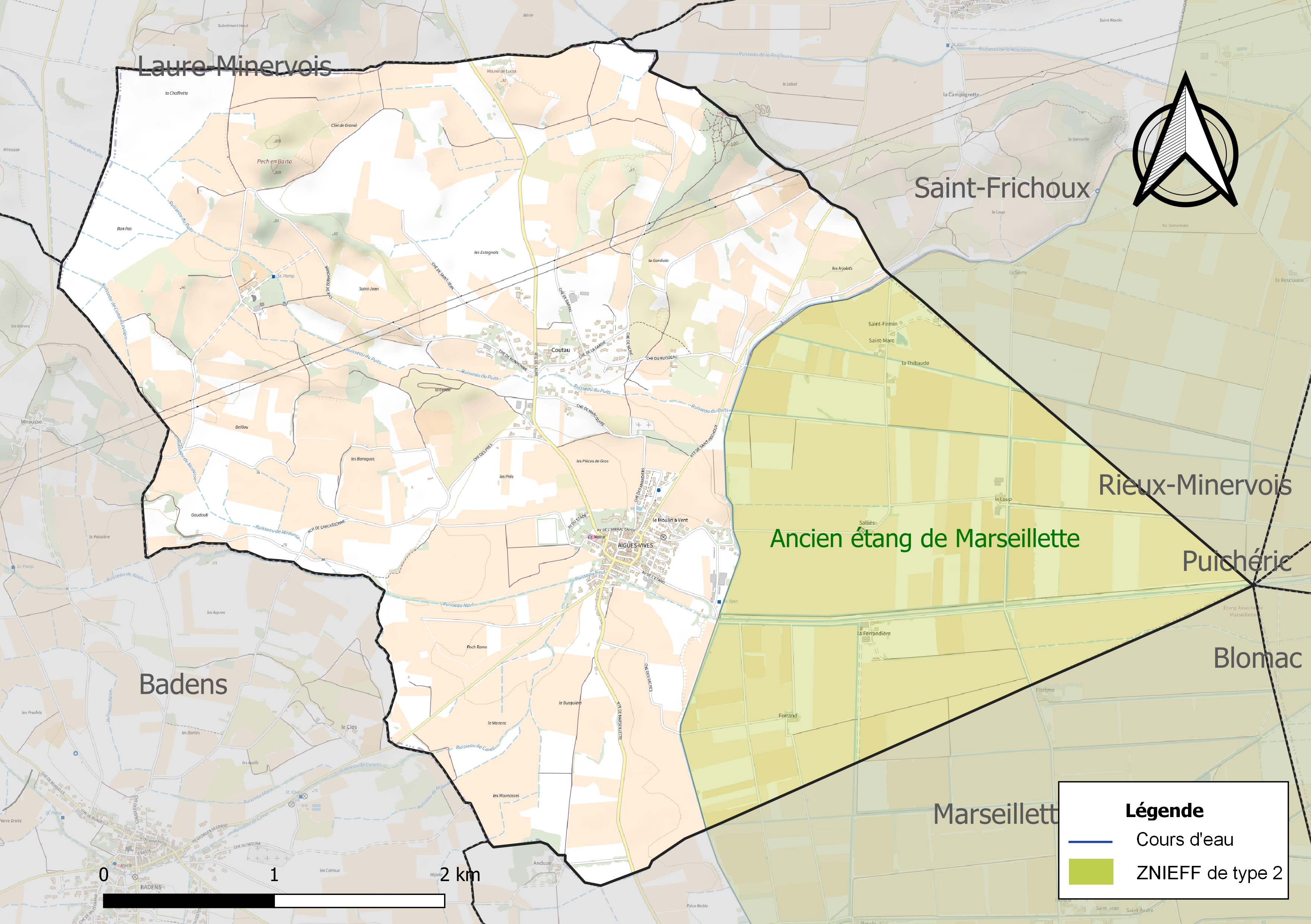
Carte de la ZNIEFF de type 2 sur la commune.

## Urbanisme

### Typologie
Au 1er janvier 2024, Aigues-Vives est catégorisée commune rurale à habitat dispersé, selon la nouvelle grille communale de densité à 7 niveaux définie par l'Insee en 2022.
Elle est située hors unité urbaine. Par ailleurs la commune fait partie de l'aire d'attraction de Carcassonne, dont elle est une commune de la couronne,. Cette aire, qui regroupe 115 communes, est catégorisée dans les aires de 50 000 à moins de 200 000 habitants,.

### Occupation des sols
L'occupation des sols de la commune, telle qu'elle ressort de la base de données européenne d’occupation biophysique des sols Corine Land Cover (CLC), est marquée par l'importance des territoires agricoles (96,3 % en 2018), en diminution par rapport à 1990 (97,4 %). La répartition détaillée en 2018 est la suivante : cultures permanentes (89,8 %), terres arables (6,5 %), milieux à végétation arbustive et/ou herbacée (3,7 %). L'évolution de l’occupation des sols de la commune et de ses infrastructures peut être observée sur les différentes représentations cartographiques du territoire : la carte de Cassini (XVIIIe siècle), la carte d'état-major (1820-1866) et les cartes ou photos aériennes de l'IGN pour la période actuelle (1950 à aujourd'hui).

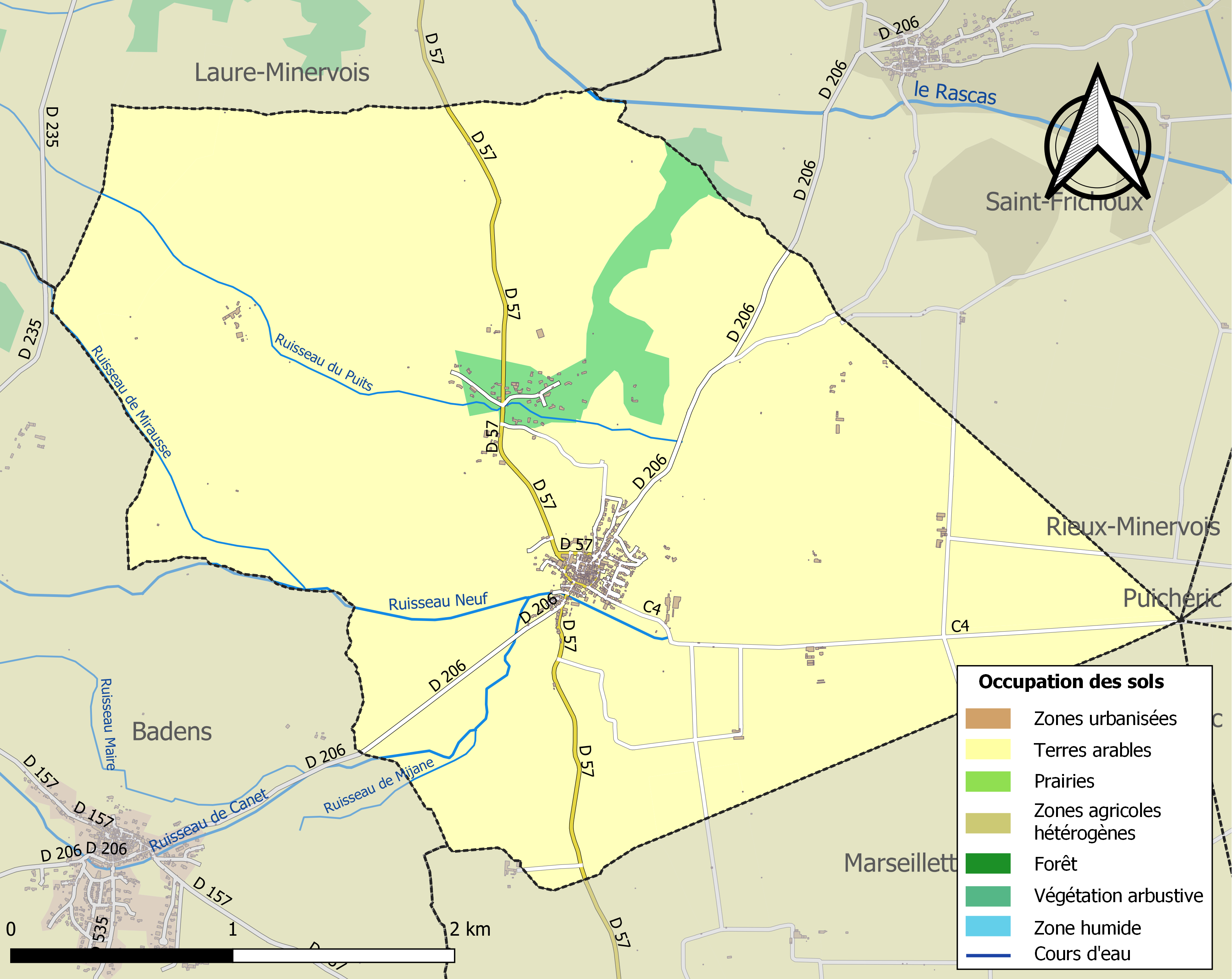
Carte des infrastructures et de l'occupation des sols de la commune en 2018 (CLC).

### Risques majeurs
Le territoire de la commune d'Aigues-Vives est vulnérable à différents aléas naturels : météorologiques (tempête, orage, neige, grand froid, canicule ou sécheresse), inondations et séisme (sismicité faible). Un site publié par le BRGM permet d'évaluer simplement et rapidement les risques d'un bien localisé soit par son adresse soit par le numéro de sa parcelle.
Certaines parties du territoire communal sont susceptibles d’être affectées par le risque d’inondation par débordement de cours d'eau, notamment le Rascas. La commune a été reconnue en état de catastrophe naturelle au titre des dommages causés par les inondations et coulées de boue survenues en 1982, 1992, 1999, 2009 et 2018,.

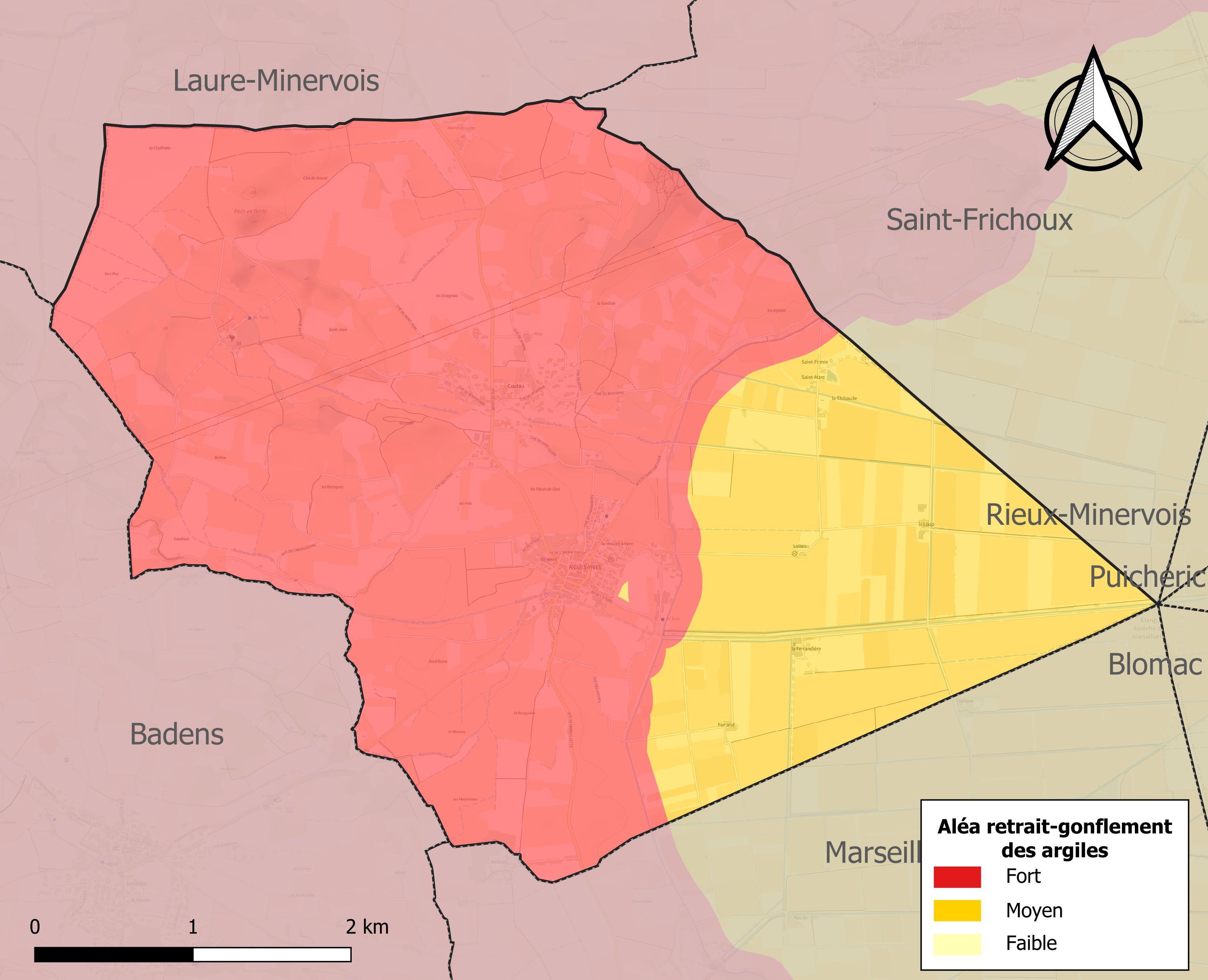
Carte des zones d'aléa retrait-gonflement des sols argileux d'Aigues-Vives.

Le retrait-gonflement des sols argileux est susceptible d'engendrer des dommages importants aux bâtiments en cas d’alternance de périodes de sécheresse et de pluie. La totalité de la commune est en aléa moyen ou fort (75,2 % au niveau départemental et 48,5 % au niveau national). Sur les 332 bâtiments dénombrés sur la commune en 2019, 332 sont en aléa moyen ou fort, soit 100 %, à comparer aux 94 % au niveau départemental et 54 % au niveau national. Une cartographie de l'exposition du territoire national au retrait gonflement des sols argileux est disponible sur le site du BRGM,.

## Toponymie
Le nom de la localité est attesté sous les formes Aquaviva en 893, Villa Aquaviva en 988 qui nous informe de l'existence d'une villa gallo-romaine qui deviendra un château, attesté sous la forme Castrum de Aquaviva en 1247.
Aïgue est la forme francisée du terme occitan aiga  [ajgɵ] (aïgo) « eau », issu du latin aqua (comme le français eau, anciennement eve, ewe).
Aigues-Vives : « eaux vives », rappelle qu'une source aux eaux jaillissantes se situait en ces lieux et devait être assez caractéristique pour donner ce nom à l'endroit.
Aigas Vivas en occitan.
Plusieurs communes portent ce même nom dans la région, la page d'homonymies citée en tête d'article en dresse la liste.

## Histoire
Le premier texte attestant de l'existence d'Aigues-Vives, où il est alors transcrit par le latin Aquaviva, remonte en 994, selon certains en 993. Il s'agit d'un échange entre Udulgarius, abbé de Caunes (Minervois) et Roger Trencavel, vicomte de Carcassonne.
En 1902, grâce à Eugène Ressier, maire, Aigues-Vives est un village électrifié. La S.T.M.F. (Société méridionale de transport de force), fondée en 1900 par Joachim Estrade, installe l'électricité dans le village.
En 1904, grâce à Eugène Ressier, maire, l'eau arrive dans le village. Depuis le puits de la Route de Badens (en 2024, le bâtiment est toujours visible à droite en sortant du village), 14 fontaines et 10 bouches d'eau sont installées à travers les rues et places d'Aigues-Vives.

## Politique et administration

### Découpage territorial
La commune d'Aigues-Vives est membre de l'intercommunalité Carcassonne Agglo, un établissement public de coopération intercommunale (EPCI) à fiscalité propre créé le 21 décembre 2012 dont le siège est à Carcassonne. Ce dernier est par ailleurs membre d'autres groupements intercommunaux.
Sur le plan administratif, elle est rattachée à l'arrondissement de Carcassonne, au département de l'Aude, en tant que circonscription administrative de l'État, et à la région Occitanie.
Sur le plan électoral, elle dépend du canton du Haut-Minervois pour l'élection des conseillers départementaux, depuis le redécoupage cantonal de 2014 entré en vigueur en 2015, et de la première circonscription de l'Aude  pour les élections législatives, depuis le redécoupage électoral de 1986.

## Population et société

### Démographie
L'évolution du nombre d'habitants est connue à travers les recensements de la population effectués dans la commune depuis 1793. Pour les communes de moins de 10 000 habitants, une enquête de recensement portant sur toute la population est réalisée tous les cinq ans, les populations de référence des années intermédiaires étant quant à elles estimées par interpolation ou extrapolation. Pour la commune, le premier recensement exhaustif entrant dans le cadre du nouveau dispositif a été réalisé en 2005.

En 2022, la commune comptait 536 habitants, en évolution de −7,43 % par rapport à 2016 (Aude : +2,65 %, France hors Mayotte : +2,11 %).
| 1793 | 1800 | 1806 | 1821 | 1831 | 1836 | 1841 | 1846 | 1851 |
| ---- | ---- | ---- | ---- | ---- | ---- | ---- | ---- | ---- |
| 143  | 191  | 181  | 330  | 337  | 314  | 304  | 254  | 318  |

| 1856 | 1861 | 1866 | 1872 | 1876 | 1881 | 1886 | 1891 | 1896 |
| ---- | ---- | ---- | ---- | ---- | ---- | ---- | ---- | ---- |
| 334  | 344  | 383  | 367  | 411  | 452  | 447  | 468  | 482  |

| 1901 | 1906 | 1911 | 1921 | 1926 | 1931 | 1936 | 1946 | 1954 |
| ---- | ---- | ---- | ---- | ---- | ---- | ---- | ---- | ---- |
| 523  | 522  | 533  | 540  | 576  | 667  | 579  | 515  | 504  |

| 1962 | 1968 | 1975 | 1982 | 1990 | 1999 | 2005 | 2006 | 2010 |
| ---- | ---- | ---- | ---- | ---- | ---- | ---- | ---- | ---- |
| 512  | 518  | 514  | 480  | 464  | 481  | 485  | 484  | 519  |

| 2015 | 2020 | 2022 | - | - | - | - | - | - |
| ---- | ---- | ---- | - | - | - | - | - | - |
| 568  | 550  | 536  | - | - | - | - | - | - |

### Manifestations culturelles et festivités
Chaque année le deuxième samedi d'octobre, ont lieu les « Cavinades » où les vignerons font déguster leurs vins blanc, rosé ou rouge, vin de pays des Coteaux de Peyriac, ou Minervois.
Chaque année le deuxième dimanche d'octobre se déroule la Fête de la pomme, du vin et du riz.

## Économie

### Revenus
En 2018  (données Insee publiées en septembre 2021), la commune compte 251 ménages fiscaux, regroupant 562 personnes. La médiane du revenu disponible par unité de consommation est de 17 770 € (19 240 € dans le département).

### Emploi
| Division       | 2008   | 2013   | 2018   |
| -------------- | ------ | ------ | ------ |
| Commune        | 9,1 %  | 12,6 % | 11,2 % |
| Département    | 10,2 % | 12,8 % | 12,6 % |
| France entière | 8,3 %  | 10 %   | 10 %   |

En 2018, la population âgée de 15 à 64 ans s'élève à 345 personnes, parmi lesquelles on compte 76,4 % d'actifs (65,2 % ayant un emploi et 11,2 % de chômeurs) et 23,6 % d'inactifs,. Depuis 2008, le taux de chômage communal (au sens du recensement) des 15-64 ans est inférieur à celui du département, mais supérieur à celui de la France.
La commune fait partie de la couronne de l'aire d'attraction de Carcassonne, du fait qu'au moins 15 % des actifs travaillent dans le pôle,. Elle compte 147 emplois en 2018, contre 135 en 2013 et 137 en 2008. Le nombre d'actifs ayant un emploi résidant dans la commune est de 228, soit un indicateur de concentration d'emploi de 64,5 % et un taux d'activité parmi les 15 ans ou plus de 56,4 %.
Sur ces 228 actifs de 15 ans ou plus ayant un emploi, 92 travaillent dans la commune, soit 40 % des habitants. Pour se rendre au travail, 90,4 % des habitants utilisent un véhicule personnel ou de fonction à quatre roues, 0,9 % les transports en commun, 3,2 % s'y rendent en deux-roues, à vélo ou à pied et 5,5 % n'ont pas besoin de transport (travail au domicile).

### Activités hors agriculture

#### Secteurs d'activités
46 établissements sont implantés  à Aigues-Vives au 31 décembre 2019. Le tableau ci-dessous en détaille le nombre par secteur d'activité et compare les ratios avec ceux du département,.
| Secteur d'activité                                                                                        | Commune | Commune | Département |
| Secteur d'activité                                                                                        | Nombre  | %       | %           |
| --- | ------- | ------- | ----------- |
| Ensemble                                                                                                  | 46      |         |             |
| Industrie manufacturière, industries extractives et autres                                                | 5       | 10,9 %  | (8,8 %)     |
| Construction                                                                                              | 14      | 30,4 %  | (14 %)      |
| Commerce de gros et de détail, transports, hébergement et restauration                                    | 13      | 28,3 %  | (32,3 %)    |
| Activités immobilières                                                                                    | 5       | 10,9 %  | (5,2 %)     |
| Activités spécialisées, scientifiques et techniques et activités de services administratifs et de soutien | 5       | 10,9 %  | (13,3 %)    |
| Administration publique, enseignement, santé humaine et action sociale                                    | 2       | 4,3 %   | (13,2 %)    |
| Autres activités de services                                                                              | 2       | 4,3 %   | (8,8 %)     |

Le secteur de la construction est prépondérant sur la commune puisqu'il représente 30,4 % du nombre total d'établissements de la commune (14 sur les 46 entreprises implantées  à Aigues-Vives), contre 14 % au niveau départemental.

#### Entreprises
Les cinq entreprises ayant leur siège social sur le territoire communal qui génèrent le plus de chiffre d'affaires en 2020 sont : 
- Vignobles De La Ferrandiere, culture de la vigne (2 328 k€) ;
- EURL Des Quatre Vents, activités de soutien aux cultures (257 k€) ;
- Val De Salis, location de terrains et d'autres biens immobiliers (100 k€) ;
- SARL Vidotto-Tichit, réparation de machines et équipements mécaniques (96 k€) ;
- SAS Le Petit Coutaou, culture de fruits à pépins et à noyau (94 k€).

### Agriculture
La commune fait partie de la petite région agricole dénommée « Région viticole ». En 2010, l'orientation technico-économique de l'agriculture  sur la commune est la viticulture (appellation et autre).
|                                   | 1988  | 2000 | 2010 |
| --------------------------------- | ----- | ---- | ---- |
| Exploitations                     | 66    | 67   | 49   |
| Superficie agricole utilisée (ha) | 1 138 | 1230 | 903  |

Le nombre d'exploitations agricoles en activité et ayant leur siège dans la commune est passé de 66 lors du recensement agricole de 1988 à 67 en 2000 puis à 49 en 2010, soit une baisse de 26 % en 22 ans. Le même mouvement est observé à l'échelle du département qui a perdu pendant cette période 52 % de ses exploitations. La surface agricole utilisée sur la commune a également diminué, passant de 1 138 ha en 1988 à 903 ha en 2010. Parallèlement la surface agricole utilisée moyenne par exploitation a augmenté, passant de 17 à 18 ha.

## Culture locale et patrimoine

### Lieux et monuments
- Une tour seigneuriale du XIIIe siècle à côté de l'église. La tour (ainsi que l'église et l'ancien château et leurs abords) est inscrite au titre des sites naturels depuis 1942[38].
- L'église Saint-Alexandre, datant du XVIe siècle. Les deux tours ont été inscrites au titre des monuments historiques en 1948[39]. Le chevet est de style gothique, une tour accolée à l'église (qui sert de clocher et dont la cloche date de 1562).
- Le pont naturel de Saint-Jean.
- Stèles discoïdales exposées sous le porche de l'église.
- Domaine Saint-Jean-de-Thibaude du XVIIe siècle.

### Personnalités liées à la commune
- Pierre Bayle (1945-2004) :  potier et céramiste né à Aigues-Vives.

### Héraldique
| Blason | Blasonnement : Barré d'or et de sinople de quatre pièces. |